# Jennie Tebler's Out of Oblivion
Jennie Tebler's Out of Oblivion – szwedzka grupa muzyczna, założona w 2008 roku w Sztokholmie przez Jennie Tebler. 

## Dyskografia
- Till Death Tear Us Part (2008)